# سنتونوفریو (کالابریا)
سنتونوفریو (به ایتالیایی: Sant'Onofrio) یک کومونه در ایتالیا است که در استان ویبو والنتیا واقع شده‌است. سنتونوفریو ۱۸٫۴ کیلومتر مربع مساحت و ۳٬۲۰۲ نفر جمعیت دارد.